# Never Gonna Give You Up
Never Gonna Give You Up este piesa de debut înregistrată de cântărețul și compozitorul englez Rick Astley, lansată în 27 iulie 1987.
1. 1 2   https://web.archive.org/web/20100424055643/http://www.pastemagazine.com/blogs/lists/2009/11/the-10-best-internet-memes-of-the-decade.html?p=2, arhivat din original la 24 aprilie 2010 Lipsește sau este vid: |title= (ajutor)
2. 1 2   https://web.archive.org/web/20130806164120/http://www.theglobeandmail.com/arts/music/spirit-of-radio-in-toronto-getting-an-indie-twist/article13512683/, arhivat din original la 30 iulie 2014 Lipsește sau este vid: |title= (ajutor)
3. 1 2   https://web.archive.org/web/20150617223421/http://www.rollingstone.com/music/news/15-songs-you-cant-believe-are-25-years-old-20130724, arhivat din original la 17 iunie 2015 Lipsește sau este vid: |title= (ajutor)
4. 1 2 3 4 5 6  ISWC-Net, accesat în 18 noiembrie 2021